# Bean (informática)
Un Bean es un componente software que tiene la particularidad de ser reutilizable y así evitar la tediosa tarea de programar los distintos componentes uno a uno. Se puede decir que existen con la finalidad de ahorrarnos tiempo al programar. Es el caso de la mayoría de componentes que manejan los editores visuales más comunes. Los que hayan utilizado Visual Studio, Eclipse o Delphi por ejemplo, ya estarán familiarizados con ellos.
Un Bean puede representar desde un botón, un grid de resultados, un panel contenedor o un simple campo de texto, hasta otras soluciones mucho más complejas como conexiones a bases de datos, etc.
Son bastante conocidas las EJB (Enterprise JavaBeans) que ofrecen numerosos Beans para Java.

## Bean en Java
Debe cumplir los siguientes criterios:
- implementación serializable.
- tener todos sus atributos privados (private).
- tener métodos set() y get() públicos de los atributos privados.
- tener un constructor público por defecto